# Señor del Tiempo (DC Comics)
El Señor del Tiempo (Time Trapper) es un personaje ficticio publicado por DC Comics, comúnmente presentado como un supervillano que enfrenta a la Legión de Super Héroes. 

## Biografía
En sus primeros enfrentamientos, el Señor del Tiempo aparecía como un conquistador, cubierto completamente en un traje púrpura, que venía de un futuro donde él era quien dominaba y que había generado una "Cortina de Hierro en el Tiempo" que impedía a la Legión ir hacia el futuro. A su lado estaba Glorith, a quien envió a atacar a los legionarios y a quien destruyó por su fracaso. El Señor del Tiempo decía requerir de su nave para viajar en el espacio y el tiempo y por ello fue detenido en un planeta distante por los legionarios, quienes encerraron su nave en un campo de fuerza.
Años después, la nave del Señor del Tiempo fue liberada por Pulsar Stargrave y el Señor del Tiempo lanzó otro ataque contra la Legión, esta vez cambiando la historia para que los Planetas Unidos nunca existan, dado que las Naciones Unidas, su modelo, se habían disuelto. La intervención de Superboy permitió restaurar la historia a su cauce y se reveló que el Señor del Tiempo era un miembro de la raza de los Controladores.
El Señor del Tiempo luego intentó atrapar a un grupo de legionarios en el siglo XX, enviando al Molecular Man que aparentemente logró matar a Superboy, Phantom Girl y Dawnstar. Sin embargo, ellos habían escapado entre dimensiones y pudieron vencer y capturar al Señor del Tiempo, encerrándolo en prisión.
Durante la Saga de la Gran Oscuridad el Señor del Tiempo fue aparentemente despojado de sus poderes por Darkseid.

### Post-Crisis
El Señor del Tiempo fue revelado como una encarnación de la entropía que había dominado al Controlador, al cual destruyó cuando su utilidad había terminado. Fue entonces que tomó control de las ondas de energía generadas por la Crisis en Tierras Infinitas para chantajear a Superboy obligándolo a capturar a los legionarios o toda la antimateria sería liberada sobre el planeta de Superboy. Fue entonces que los legionarios y Superman descubrieron que Superboy no era la versión juvenil de Superman sino una versión creada por el Señor del Tiempo en un universo de bolsillo. En el último momento, sin embargo, Superboy encontró la forma de salvar a los legionarios, a Superman y al flujo del tiempo a costa de su vida.
En venganza por la muerte de Superboy, Brainiac 5, Saturn Girl, Duo Damsel y Mon-El atacaron y aparentemente vencieron al Señor del Tiempo en su dominio en el fin del tiempo, confrontándolo con el Hombre Infinito.

### Hora Cero
En la miniserie Hora Cero, aparece un Señor del Tiempo distinto personificado por Cósmico de la Legión de Super Héroes proveniente de un futuro cercano. Este Cósmico se raptó a sí mismo para convertirse en el Señor del Tiempo mientras varios superhéroes del siglo XXI y la Legión viajaban a diferentes épocas para detener la energía que destruía el tiempo iniciada por Parallax.
Al finalizar Hora Cero, y con la ayuda de Waverider, se reconstruyó el Universo DC, apareciendo en escena un nuevo Señor del Tiempo, aparentemente de sexo femenino.

### Crisis Final, Legión de tres Mundos
En esta saga, aparece un segundo Señor del tiempo, nada más y nada menos que Superboy-Prime, pero un poco más viejo, al final al encontrarse consigo mismo, desaparece y aparece de nuevo en su Tierra Prima.
- Datos: Q2426158